# Autorité portuaire de Rotterdam

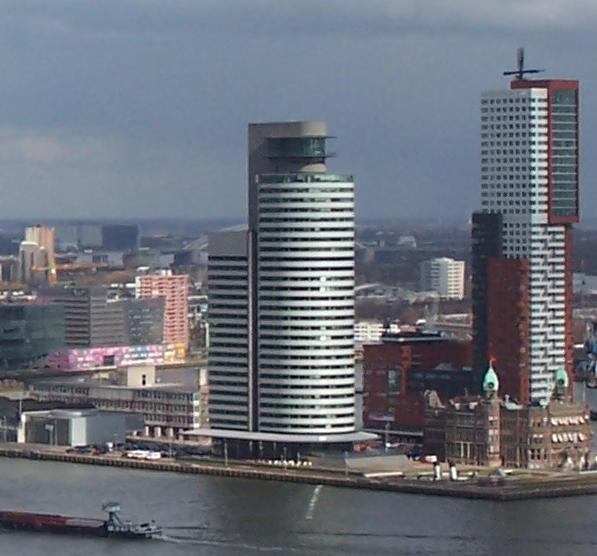
Le gratte-ciel World Port Center (Centre portuaire mondial) accueille les bureaux de l'Autorité portuaire de Rotterdam.

L'Autorité portuaire de Rotterdam (en néerlandais : Havenbedrijf Rotterdam, en anglais : Port of Rotterdam Authority) est la société qui gère, exploite et développe les zones portuaires et industrielles du port de Rotterdam, situé dans la province néerlandaise de Hollande-Méridionale. Ce port est le plus grand port européen et l'un des dix principaux ports mondiaux. 

## Histoire
L'Autorité portuaire de Rotterdam est à l'origine une instance de la commune de Rotterdam. Le service a été fondé en 1932 sous le nom de Havenbedrijf der Gemeente Rotterdam (Autorité portuaire de la municipalité de Rotterdam). Dans les années 1980, elle a pris le nom de Gemeentelijk Havenbedrijf Rotterdam (Autorité portuaire municipale de Rotterdam). 
Le 1er janvier 2004, l'Autorité portuaire municipale de Rotterdam est transformée en une société anonyme (naamloze vennootschap) qui prend le nom de Havenbedrijf Rotterdam N. V. La société a deux actionnaires : la municipalité de Rotterdam (70,8 %) et l'État néerlandais (29,2 %).

## Objectifs et missions

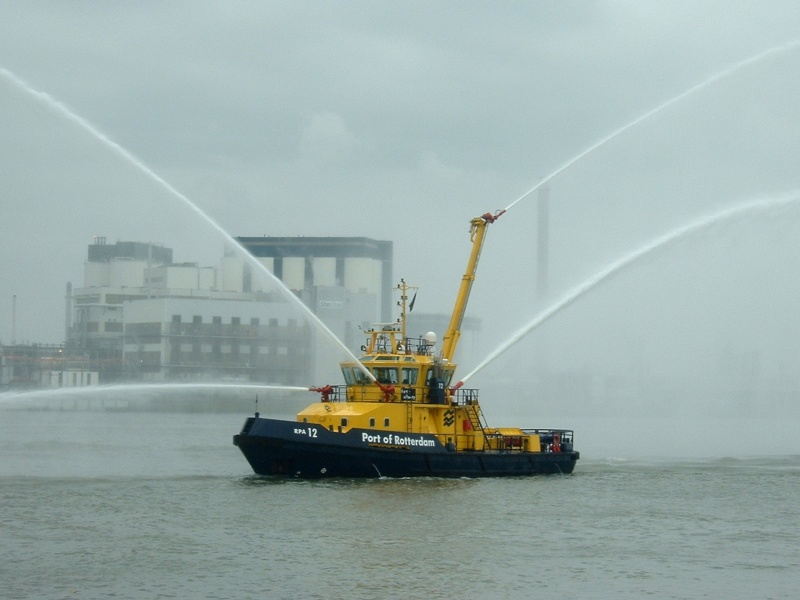
Navire de patrouille et lutte contre les incidents des autorités du Port de Rotterdam

L'objectif de l'Autorité portuaire de Rotterdam est de renforcer la position concurrentielle du port de Rotterdam. La mission est définie comme privilégiant le développement durable, la gestion et l'exploitation du port et de sa manutention, de manière rapide et en toute sécurité pour sa navigation. 

## Géographie et histoire du port de Rotterdam
Le port de Rotterdam, d'une surface d'environ 12,5 km2, est d'une grande importance pour l'économie régionale et nationale.  
Au fil des décennies, le port s'est étendu d'est en ouest, en direction de la mer du Nord. Ses derniers développements sont les extensions de la zone portuaire Maasvlakte et Maasvlakte 2. 

## Statistiques de l'entreprise
- Nombre d'employés : 1100 employés.
- Surface : 12,643 km2 dont 7,833 km2 de terres (5,978 km2 de surface industrielle) et 4,81 km2 de plan d'eau. Avant la construction de Maasvlakte 2, la zone portuaire couvrait 10,5 km2. La longueur de la zone du port est d'environ 42 km.
- Création directe d'emplois en lien avec l'activité portuaire : 170 000 emplois[2].
- Mouvement de marchandises : 461,2 millions de tonnes de fret en 2016.
- Navigation : environ 30 000 navires de mer et 100 000 bateaux de navigation intérieure y transitent chaque année[3]

## Résultats financiers
Les principales sources de revenu de l'Autorité portuaire sont les taxes portuaires et les locations des terrains industriels. Dans la figure ci-dessous, les résultats financiers du Port de Rotterdam :
| Description (en millions d'euros) | 2005 | 2006 | 2007 | 2008 | 2009 | 2010 | 2011 | 2012 | 2013 | 2014 | 2015 | 2016 |
| --------------------------------- | ---- | ---- | ---- | ---- | ---- | ---- | ---- | ---- | ---- | ---- | ---- | ---- |
| Produits d'exploitation           | 440  | 455  | 488  | 523  | 519  | 551  | 588  | 615  | 639  | 659  | 676  | 658  |
| Charges d'exploitation            | 222  | 226  | 220  | 224  | 222  | 235  | 226  | 224  | 357  | 366  | 385  | 368  |
| Amortissement                     | 79   | 83   | 87   | 93   | 101  | 113  | 119  | 120  | 126  | 133  | 147  | 140  |
| Résultat Net                      | 73   | 92   | 114  | 149  | 144  | 154  | 195  | 228  | 227  | 215  | 212  | 222  |
| Investissements                   | 135  | 231  | 235  | 190  | 341  | 445  | 494  | 626  | 263  | 189  | 151  | 180  |

## Relations internationales

### PORTint
L'Autorité portuaire souhaite partager des relations avec d'autres autorités portuaires de l'étranger, à la fois pour partager ses expériences et connaissances et pour promouvoir l'image du port. Les liens internationaux permettent aussi de forger ou renforcer des liens commerciaux. La branche Port Rotterdam International (PORTint) est responsable des relations avec l'étranger. Depuis le 1er juin 2016, son directeur est Rene van der Plas.

### Coentreprises
Depuis 2002, l'Autorité du Port participe à deux entreprises en Oman, la Sohar Industrial Port Company, et la Sohar Industrial Development Company. Ces joint-ventures se concentrent sur la gestion et le développement du port et du complexe industriel de Sohar. Au Brésil, dans l'état de Espirito Santo, le Port de Rotterdam a développé, conjointement avec le Terminal Presidente Kennedy (TPK) le port de Porto Centre. 